# فرانسيسكو كابيلو (دراج)
فرانسيسكو كابيلو (بالإسبانية: Francisco Cabello Luque)‏ ولد بتاريخ 20 مايو 1969 في لا ثوبيا، هو دراج إسباني سابق في صنف سباق الدراجات على الطريق.

## سجل النتائج

### سباقات أو مراحل فاز بها
- طواف فرنسا

## وصلات خارجية
- الموقع الرسمي

## روابط خارجية
- فرانسيسكو كابيلو على موقع الاتحاد الدولي للدراجات (الإنجليزية)
- فرانسيسكو كابيلو على موقع أرشيف الدراجات (الإنجليزية)
- فرانسيسكو كابيلو على موقع إحصائيات الدراجات الإحترافية (الإنجليزية)
- فرانسيسكو كابيلو على موقع CycleBase (الإنجليزية)